# Thierry Neuville

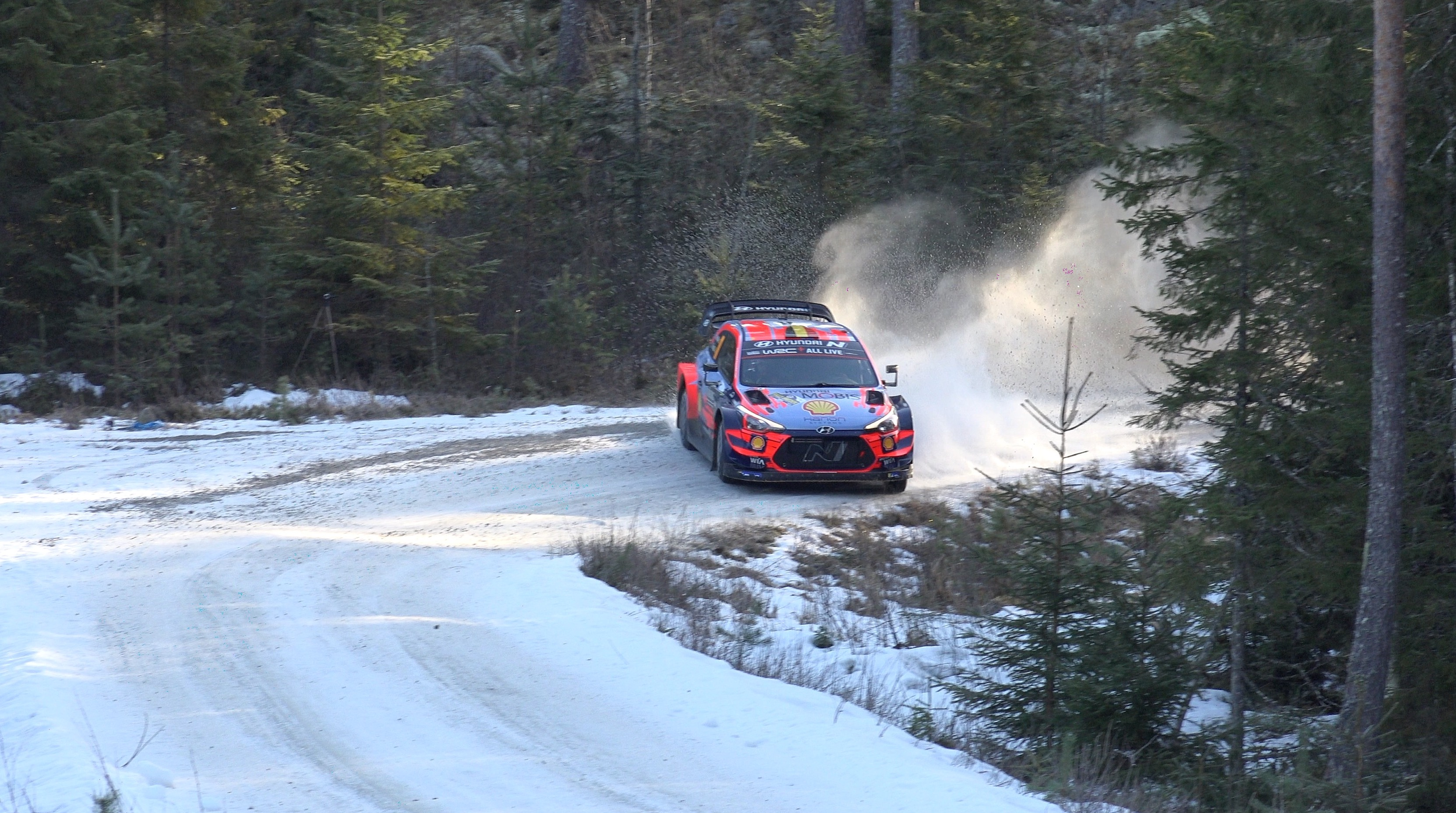
Neuville i Rally Sweden 2020.

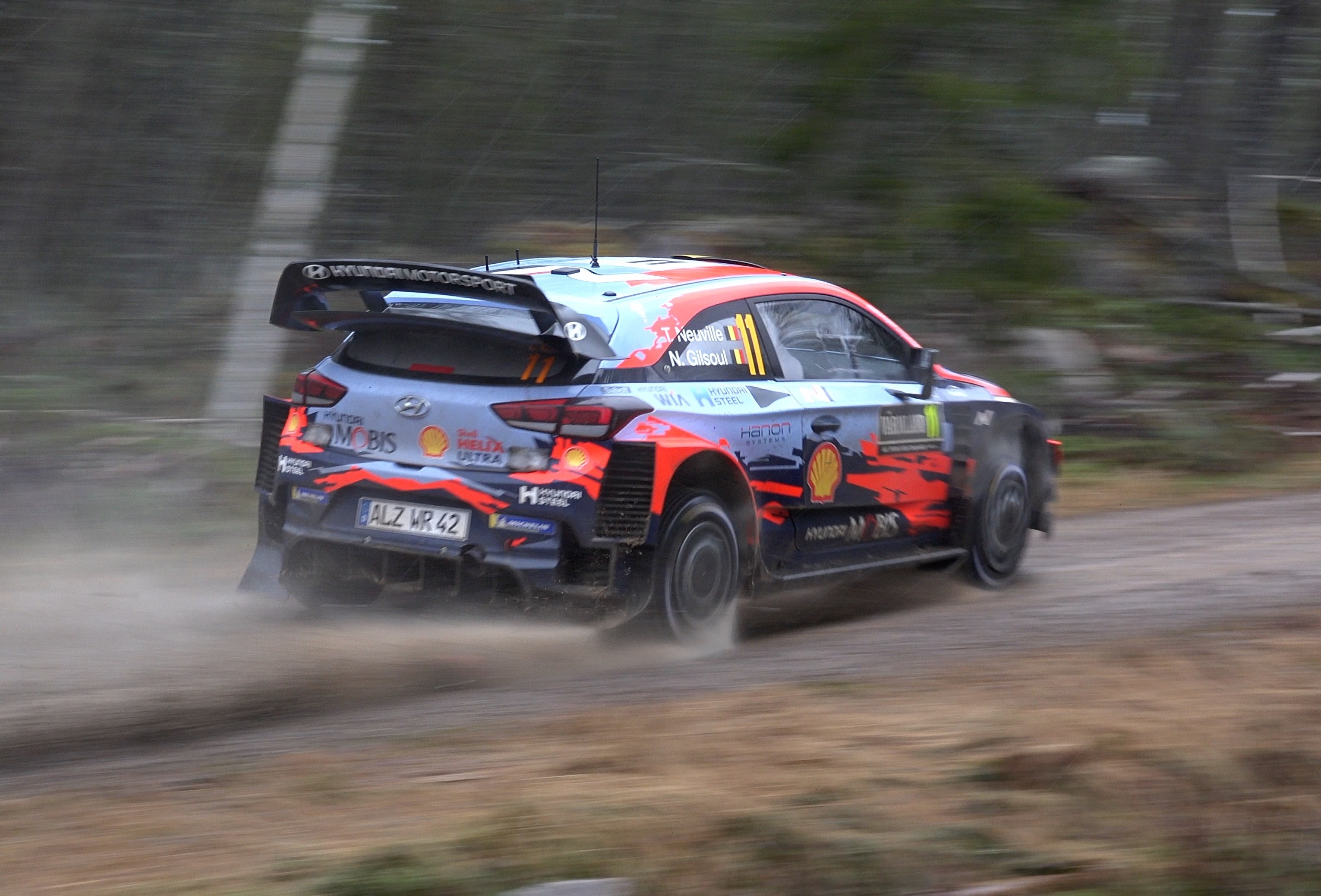
Neuville i Rally Sweden 2020.

Thierry Neuville, född 16 juni 1988 i Saint Vith, Belgien, är en belgisk professionell rallyförare som tävlar för Hyundai i WRC.

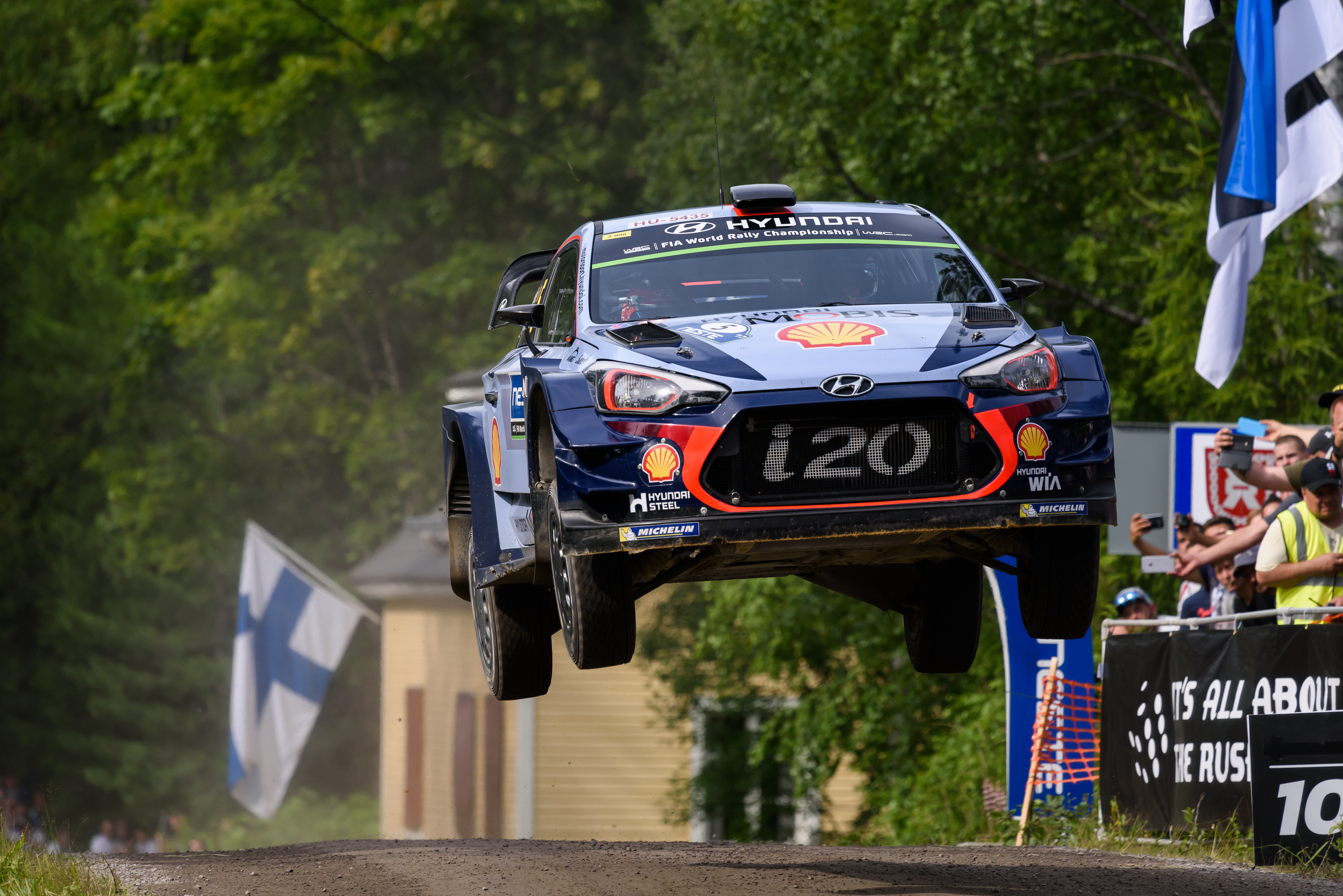
Neuville flyger under Rally Finland 2017.

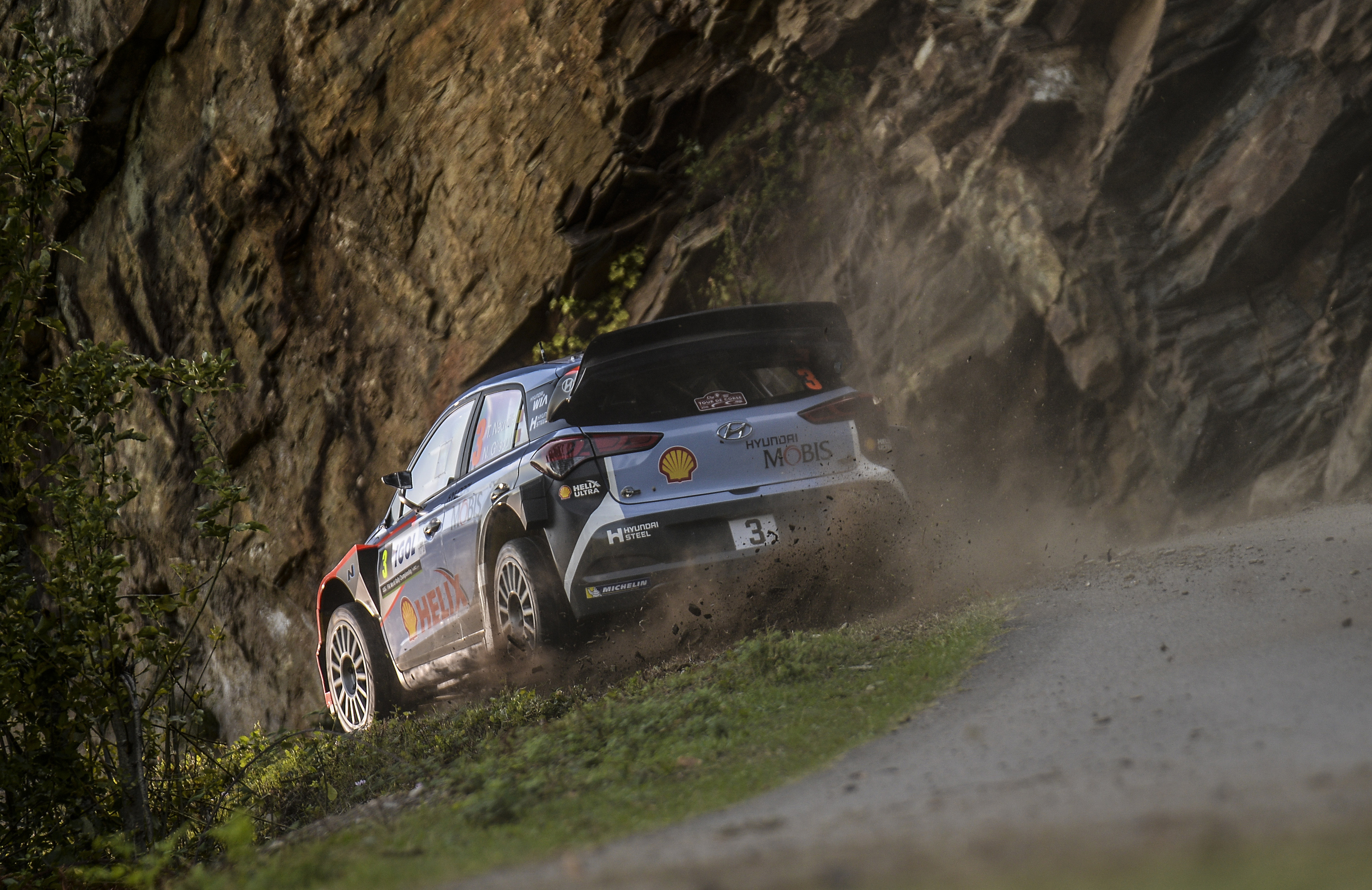
Neuville under Tour de Corse på Korsika 2016.

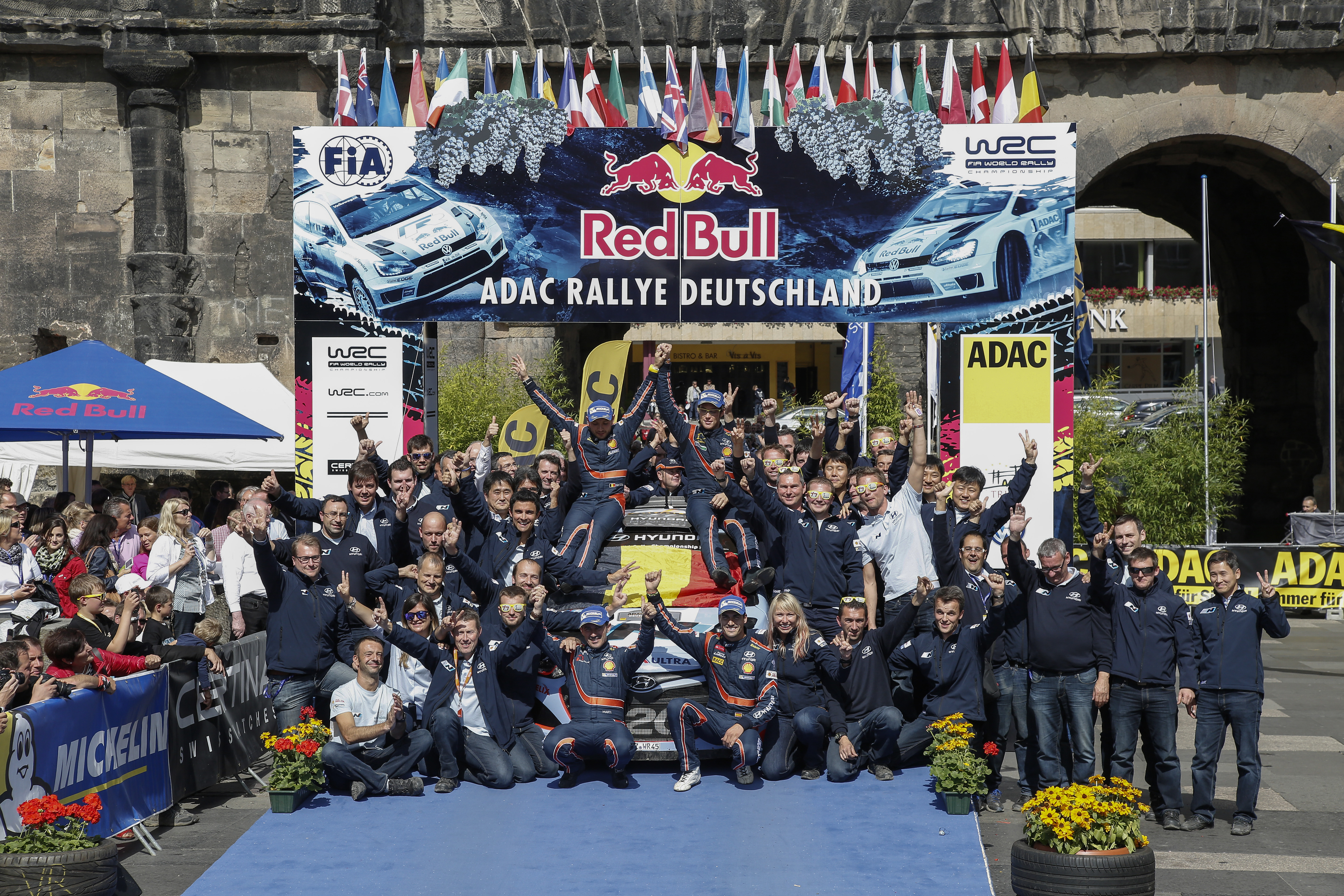
Neuville tar sin första VM-seger i Rallye Deutschland 2014.

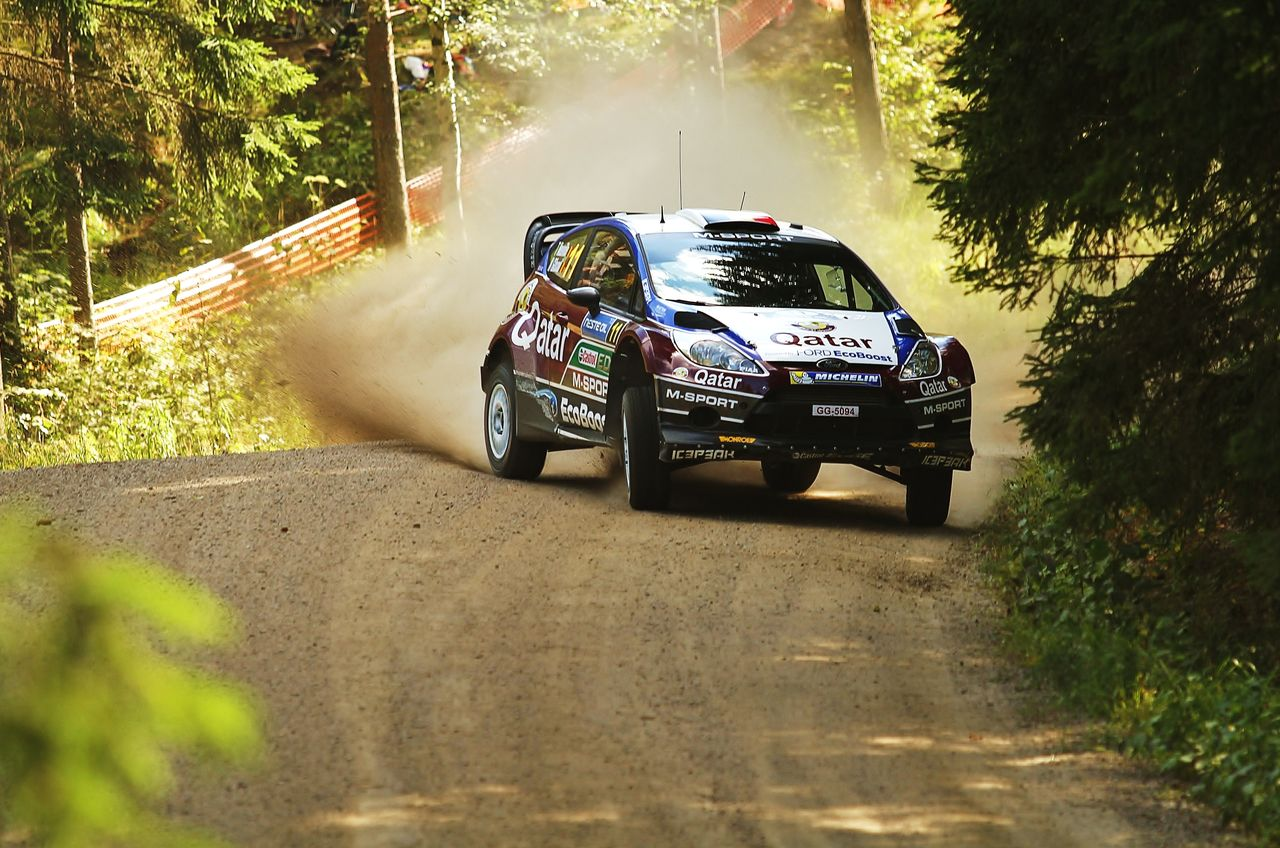
Neuville under sitt år hos Ford, här i Rally Finland 2013.

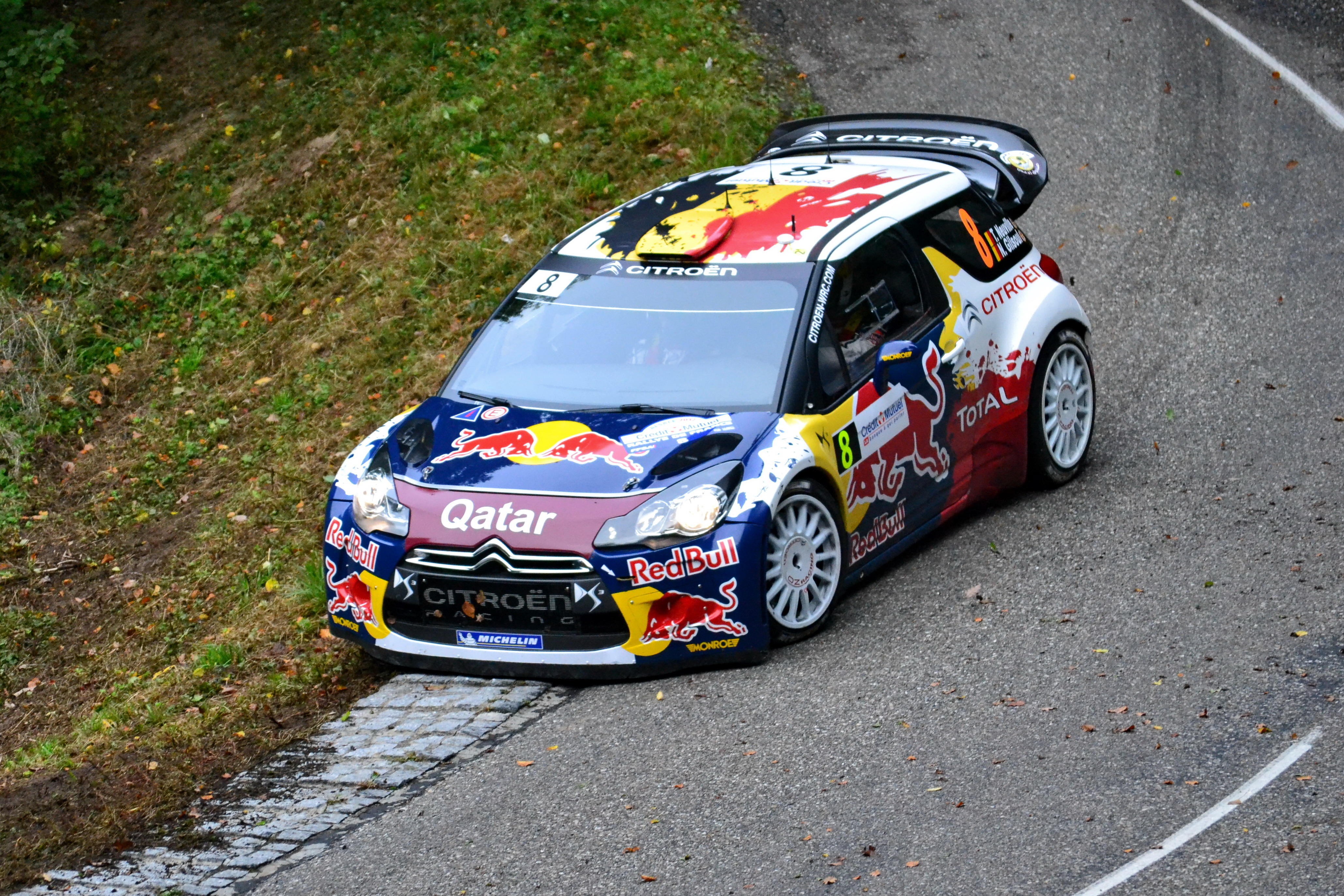
Neuville under sin tid hos Citroën, här i Rallye de France Alsace 2012.

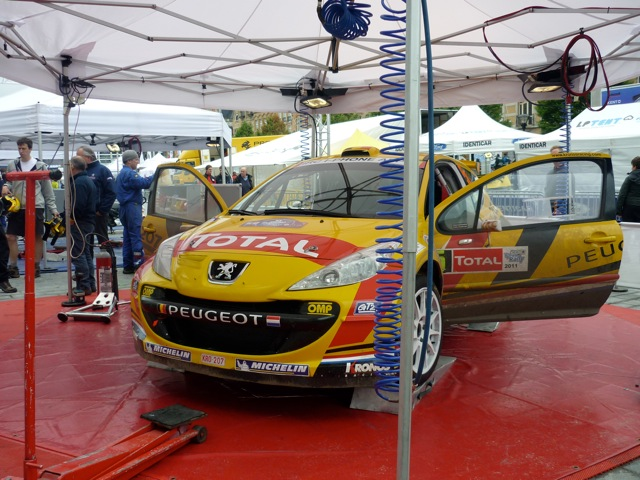
Neuville på service med en Peugeot 207 S2000 under Rally Ypres 2011.

Neuville debuterade i Rally-VM i Neste Rally Finland 2008 och vann sin första deltävling, ADAC Rally Deutschland i Tyskland, 2014.
Sedan 2014 kör han för Hyundai Shell Mobis World Rally Team.

## Vinster i WRC[3]
| Säsong | Tävling                                                                                      | Co-driver        | Bil             |
| ------ | -------------------------------------------------------------------------------------------- | ---------------- | --------------- |
| 2014   | 32. ADAC Rallye Deutschland                                                                  | Nicolas Gilsoul  | Hyundai i20 WRC |
| 2016   | 13º Rally d'Italia Sardegna                                                                  | Nicolas Gilsoul  | Hyundai i20 WRC |
| 2017   | 60ème Tour de Corse 37° Rally Argentina 74th Rally Poland 26th Kennards Hire Rally Australia | Nicolas Gilsoul  | Hyundai i20 WRC |
| 2018   | Rally Sweden Rally de Portugal 15º Rally d'Italia Sardegna                                   | Nicolas Gilsoul  | Hyundai i20 WRC |
| 2019   | 62ème Tour de Corse 39° Rally Argentina Rally de Catalunya                                   | Nicolas Gilsoul  | Hyundai i20 WRC |
| 2020   | Rallye Monte-Carlo                                                                           | Nicolas Gilsoul  | Hyundai i20 WRC |
| 2021   | Rally Ypres Rally de Catalunya                                                               | Martijn Wydaeghe | Hyundai i20 WRC |
| 2022   | Acropolis Rally Rally Japan                                                                  | Martijn Wydaeghe | Hyundai i20 WRC |